# Gertrude Seltmann-Meentzen

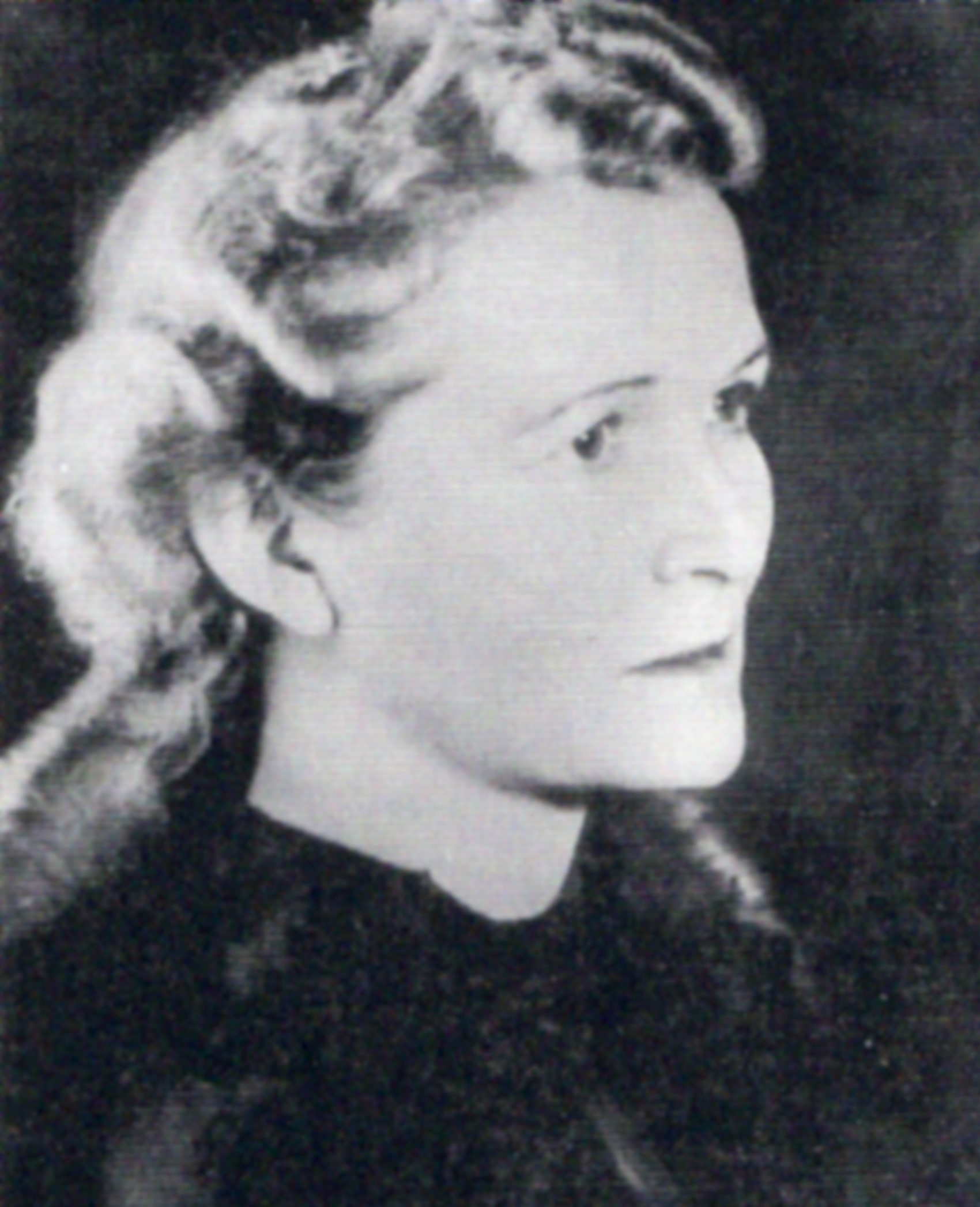
Gertrud Seltmann-Meentzen

Gertrud Seltmann-Meentzen (* 14. Juni 1901 in Leipzig; † 14. Januar 1985 in Betzigau, eigentlich Johanne Sophie Gertrud Seltmann) war eine deutsche Unternehmerin auf dem Gebiet der Kosmetika-Entwicklung, -Herstellung und des -Vertriebes sowie eine der Wegbereiterinnen für den modernen Bio- und Naturkosmetikmarkt in Europa. Sie hat das Schulungssystem für Kosmetikerinnen weiterentwickelt und dafür eine eigene Schule betrieben.

## Leben
Gertrud Meentzen (verh. Seltmann-Meentzen) war die erste Tochter aus der ersten Ehe des aus Butjadingen in der Wesermarsch stammenden Schriftstellers Theodor Meentzen (1875–1963) mit der aus Eisenberg stammenden Iphigenie geb. Eichhorn (1877–1945). Die Familie verzog 1908 nach Eisenberg-Moritzburg auf den „Eichenhof“ der Großeltern, ab 1940 nach Auer bei Moritzburg. Gertrud wuchs gemeinsam mit ihrer Schwester Charlotte Meentzen (1904–1940) naturnah auf dem Bauernhof ihrer kräuterkundigen Großmutter auf. Diese weckte in den Mädchen die Liebe zur Natur und machte sie mit der Kraft pflanzlicher Wirkstoffe und der Naturheilkunde vertraut.
Sie besuchte die „Hoffmannsche Höhere Lehranstalt“ in Radebeul, eine zehnklassige höhere Privatschule mit Mädchenpensionat. Anschließend erhielt sie in der Zeit des Ersten Weltkrieges eine kaufmännische Ausbildung in der Seifen- und Parfümeriebranche, besuchte die Rackowsche Handelsschule in Dresden und legte 1919 ihr Abitur ab. Ein Studium an der Fakultät für Chemie und Pharmazie der Universität Innsbruck schloss sich von 1920 bis 1921 an. 1922 erfolgte ihre Eheschließung mit dem Kaufmann Felix Otto Seltmann (* 31. August 1898; † 14. Februar 1945). Die durch die Inflation und Massenarbeitslosigkeit einsetzende Auswanderungsbewegung veranlasste auch das Ehepaar Seltmann zu diesem Schritt. Sie wanderten 1924 nach Blumenau in Brasilien aus, wo Felix Otto Seltmann in Timbó / Blumenau das Kreiskrankenhaus und die Kreisapotheke leitete. Gertrud arbeitete in dieser Zeit als Helferin ihres Mannes. Ihr Sohn Carl Theodor Sigismund (* 27. September 1926, † 14. September 2012) wurde in Timbó / Blumenau geboren. 1928 kehrte die Familie nach Deutschland zurück, hier wurde Tochter Felizitas geboren. Gertrud Seltmann begann 1928 eine berufliche Tätigkeit als Prokuristin bei der „Farbenfabrik Otto Baer“ in Radebeul.

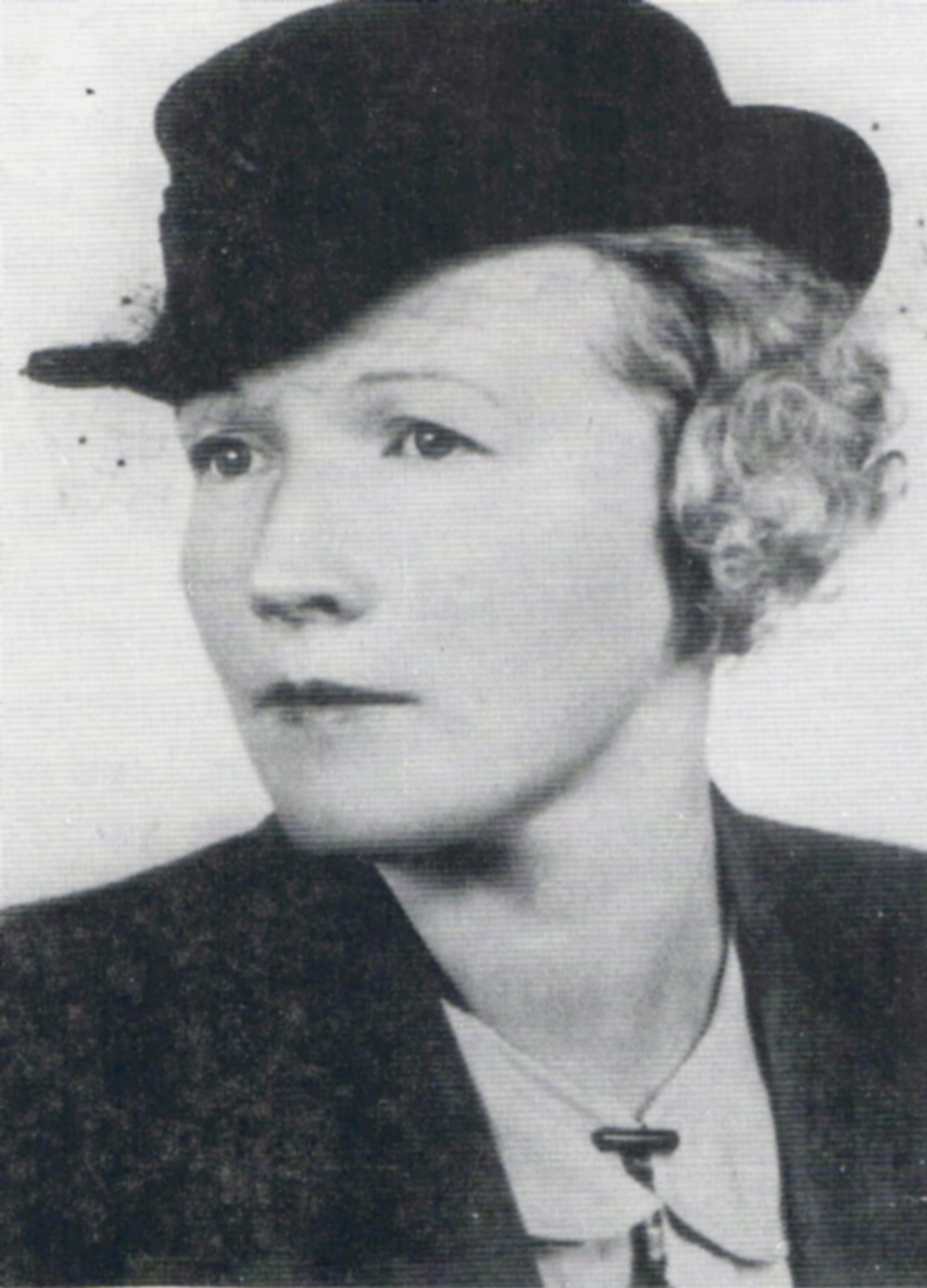
Charlotte Meentzen

Gleichzeitig folgte sie, gemeinsam mit ihrer Schwester Charlotte, dem in der Weimarer Republik beginnenden Trend ihrer Zeit nach Naturnähe, Einfachheit und gesunder Lebensweise, der von ihrem Vater, der Freidenker war, unterstützt wurde. Die Schwestern wandten sich gemeinsam der Idee der natürlichen Schönheit zu und strebten die Verwirklichung ihrer Vision an, Heilkräuter in den Dienst der Schönheit zu stellen, kosmetische Schönheits- und Pflegeprodukte als Naturprodukte aus Pflanzen selbst herzustellen, die sowohl für eine gehobenere Bevölkerungsschicht als auch für eine breite Masse von Verbrauchern zugänglich sein sollten. Diese Ziele entsprachen der zu Beginn des 20. Jahrhunderts verstärkt einsetzenden Lebensreformbewegungen, die sich mit der Kleiderreform, der Naturheilbewegung, Ernährungsreform, Vegetarismus, Leibesübungen und Sportbewegung, Freikörperkultur bis hin zur Bauhausbewegung immer mehr durchsetzte.
Als ihre Schwester Charlotte Meentzen 1930 eine eigene Kosmetikfirma gründete, blieb Gertrud vorerst im Hintergrund tätig und wurde erst ab 1936 mit ihrem Ehemann Teilhaber der Firma. Nach dem Tod ihrer Schwester Charlotte Meentzen 1940 rettete sie die Firma.
Als bei den Luftangriffen auf Dresden am 13./14. Februar ihr Ehemann ums Leben kam, übernahm sie auch für seine Firma in Heidenau die Verantwortung. Gertrud Seltmann-Meentzen verstarb im Alter von 83 Jahren am 14. Januar 1985. Ihre Beisetzung erfolgte auf dem Friedhof in Betzigau im Allgäu.

## Wirken

### Ausbildung
Gertrud Seltmann-Meentzens Leben war geprägt von einem starken Pioniergeist. Mit ihrem seit frühester Jugend ausgeprägten tiefen Wissen über Zusammenhänge in der Natur und ihrem Forscherdrang  wurde sie richtungsweisend für innovatives Denken. Der von Gertrud mit ihrer Schwester Charlotte Meentzen entwickelte Gedanke der Ganzheitlichkeit in der Schönheitspflege ging von ihren gemeinsamen fortschrittlichen Bestrebungen aus, ein Gesamtkonzept zu erarbeiten, das Schönheit und Gesundheit verbinden sollte. Bereits 1930 begann Gertrud, die auf Grund ihrer Ausbildung und ihres Studiums der Pharmazie alle Voraussetzungen für die Umsetzung ihrer Ziele besaß, diese gemeinsam mit der Schwester in Dresden zu verwirklichen. Sie hatten die Vision, eine neue Kosmetikrichtung aus reinen Naturprodukten zu entwickeln. Die Idee der beiden Schwestern war durchaus mutig. Beide planten, eine innovative Firma zu gründen, in der sie Rezepturen der Naturprodukte auf wissenschaftlicher Basis für die Schönheitspflege selbst entwickeln und herstellen konnten. Ihr Leitbild unter dem Motto Zurück zur Natur sollte mit einer von ihnen entwickelten, hochwirksamen Kosmetik mit natürlichen Inhaltsstoffen verwirklicht werden, abgestimmt auf individuelle Hauttypen als Besonderheit. Eine Revolution in der Kosmetikindustrie, die sich zu dieser Zeit hauptsächlich der Herstellung von Schminkartikeln, Kölnisch Wasser und der Parfümerzeugung zugewandt hatte. Dresden bot gute Voraussetzungen für das Vorhaben der Meentzen-Schwestern, denn die Stadt wurde seit der I. Internationalen Hygiene-Ausstellung Dresden 1911 umgangssprachlich als „Stadt der Gesundheit“ bezeichnet, dabei bildeten Kosmetik, Kleidung und Körperpflege bereits Ausstellungsschwerpunkte. Auch die zahlreichen Dresdner Naturheilstätten und Kurhäuser, wie z. B. das Lahmann-Sanatorium im Stadtteil Weißer Hirsch, das sich ebenfalls der Ganzheitlichkeit von Naturbehandlungen verschrieben hatte, trugen zu dieser Bezeichnung bei. Auch das 1912, nach der I. Hygiene-Ausstellung, von dem Dresdner Unternehmer Karl August Lingner als „Volksbildungsstätte für Gesundheitspflege“ gegründete Deutsche Hygiene-Museum, das anlässlich der 1930 durchgeführten II. Internationalen Hygiene-Ausstellung als monumentaler Neubau eröffnet wurde, machte Dresden zum Vorreiter der Aufklärung in Richtung Volksgesundheit. In diese Zielstellung ordneten sich die Meentzen-Schwestern mit ihrer Vision und Philosophie von Schönheit durch Naturstoffe und Heilkräuter als Ganzheitlichkeit ein.

### Firmen-Gründung
Die berufstätige Gertrud Seltmann-Meentzen blieb vorerst im Hintergrund, als ihre Schwester Charlotte Meentzen am 15. Juni 1930 ihren ersten eigenen Kosmetiksalon unter ihrem Namen als „Charlotte Meentzen - Institut für Schönheitspflege“ auf der Prager Straße 44 in Dresden eröffnete. Sie war jedoch mit ihren pharmazeutischen Kenntnissen maßgeblich beteiligt, als beide noch im gleichen Jahr 1930 die Produktionsfirma „Charlotte Meentzen, Laboratorium für Natürliche Kosmetik, Herstellung pharmazeutisch-kosmetischer Erzeugnisse“ gründeten. Das Laboratorium entstand im Hintergebäude der Prager Straße 24.
Bereits 1931 wurde das Unternehmenskonzept der beiden Schwestern mit der Gründung der privaten „Schule für natürliche Kosmetik“ erweitert. Zielstellung war die Verbindung von Theorie und Praxis mit der Delegierung von Absolventinnen ihrer Schule direkt in unternehmensfremde Kosmetik-Salons, Parfümerien und Drogerien. Mittels speziell entwickelter Muster-Behandlungen nach dem System Charlotte Meentzen und Verkaufs-Offerten wurde ein wachsender Kundenkreis gewonnen, der zum Aufbau eines erfolgreichenVertriebssystems führte. Als 1936 das erfolgreiche Unternehmen mit Institut, Kosmetikschule, Laboratorium und Vertrieb eine Trennung der Aufgabenbereiche erforderlich machte, wurde Gertrud offiziell als Prokuristin für die Firma eingestellt. Charlotte Meentzen zeichnete weiterhin verantwortlich für Institut und Schule, die sie auf die Prager Straße 38 verlegte. Außerdem verpachtete sie an Felix Otto Seltmann und Gertrud das „Laboratorium für natürliche Kosmetik“, Prager Str. 24 und den Vertrieb. Bereits 1939 waren Gertrud und ihr Ehemann damit so erfolgreich, dass Felix Otto Seltmann mit Anteilen als Teilhaber und Geschäftsführer die Firma „Seco-Kräuter-Laboratorium“ in Heidenau übernahm und mit seinem Gesellschafter am 1. April 1940 eine Offene Handelsgesellschaft gründete (OHG). Gertrud blieb mit Anteilen in der Firma der Schwester.
Nach dem plötzlichen Tod von Charlotte Meentzen 1940 wurde das Unternehmen je zur Hälfte Gertrud Seltmann-Meentzen und dem Sohn von Charlotte Meentzen, Geert-Dietrich (* 31. August 1939), gerichtlich zugesprochen, wobei Gertrud die alleinige Geschäftsführung oblag. Damit war das Weiterbestehen der gesamten Firma gesichert, und Gertrud rettete, auch im Gedenken an die gemeinsame Vision mit der Schwester, die Weiterführung des Unternehmens unter Bewahrung des Markennamens „Charlotte Meentzen“. Sie führte die Unternehmens-Philosophie konsequent und erfolgreich weiter. Das Ausbildungsprogramm der Kosmetikschule erweiterte sie, indem sie auch Arzthelferinnen ausbildete. Die Schule nannte sich unter ihrer Führung jetzt: „Fachschule für Kosmetik und ärztliche Assistenz“. Ebenso sorgte sie 1941 für die Veröffentlichung des bisher noch nicht erschienenen Buches von Charlotte „Heilkräuter im Dienste der Schönheit“, dem bis heute gültigen Standardwerk der Naturkosmetik. Unter ihrem Engagement wurde 1941 der Geschäftsname des Instituts „Charlotte Meentzen - Institut für Schönheitspflege“ in „Charlotte Meentzen - Institut für natürliche Kosmetik“ gewandelt, eine Anpassung an die bereits so benannte Produktionsstätte des Laboratoriums. Als geschäftstüchtige Unternehmerin erweiterte sie erfolgreich ihr Wirkungsfeld auf ganz Deutschland, indem sie Handlungsreisende verpflichtete, ihre Naturprodukte bekannt zu machen und zu vertreiben, da es auf dem  Gebiet der Naturkosmetik bisher kaum Konkurrenz gab.
1942 erwarb die „Firma Charlotte Meentzen Prager Straße 24“ als Familienunternehmen die Villa Wiener Straße 36 in Dresden von der IHK Dresden. Bei den Luftangriffen auf Dresden im Februar 1945 wurden das Institut, die Schule und das Laboratorium als Produktionsstätte auf der Prager Straße, vollständig zerstört. Auch Gertrud Seltmann-Meentzens Ehemann Felix Otto Seltmann wurde Opfer der Luftangriffe, ebenso kam ein Teil der Belegschaft ums Leben. Gertrud Seltmann-Meentzen stand nicht nur vor den Ruinen ihrer Firma, sondern auch ihrer eigenen Lebensleistung und der ihrer Schwester.

### DDR-Zeit
Dennoch wagte sie nach Kriegsende 1945 sofort den Neubeginn. Als Geschäftsführerin trat sie in die OHG des pharmazeutischen Betriebes ihres verstorbenen Ehemannes in Heidenau ein und begann umgehend mit der Produktion von dringend benötigten Arzneimittel-Erzeugnissen und Ersatzprodukten wie Komplekten, Malzextrakt und weiteren schnell absetzbaren Produkten. Einen Teil des Ertrages aus dem Pharmaziegeschäft begann sie bereits ab 1945 für den Wiederaufbau der ebenfalls schwer bombengeschädigten Villa Wiener Straße 36 zu verwenden. Ab 1948 erfolgten die Anfänge manufakturartig in einem wiederhergestellten Kellerraum der Ruine. Gleichzeitig wurde im Betrieb Heidenau, neben der Arzneimittelherstellung, mit einigen wenigen Maschinenteilen, die sie aus den Schuttbergen ihres ehemaligen Laboratoriums auf der Prager Straße geborgen hatte, mit der Herstellung kosmetischer Cremes begonnen. Zum Jahresende 1948 trennte sie in Heidenau die Produktionslinie der Arzneimittelproduktion von der Kosmetik und verlagerte die Kosmetikherstellung nach Dresden, in die teilweise wiederhergestellte Villa Wiener Straße 36, die von nun an zum ständigen Produktionsstandort wurde. Die Neugründung erfolgte 1949 durch Gertrud Seltmann-Meentzen in Form einer Kommanditgesellschaft (KG), der sie als Komplementärin vorstand. Das private Unternehmen mit der Marke „Charlotte Meentzen“, unter Führung von Gertrud Seltmann-Meentzen, firmierte ab dieser Zeit in der DDR unter dem Namen Charlotte Meentzen KG Kräuter-Vital-Kosmetik, Dresden, Wiener Straße 36. In der Villa wurde vorübergehend auch die „Schule für natürliche Kosmetik“ neu gegründet, die später auf den Weißen Hirsch, Rißweg 58, und auf die Luboldtstraße verlegt wurde. Die Privat-Schule musste aufgrund des 1964 staatlich erlassenen Verbotes von Privatschulen in der DDR aufgelöst werden.
Die private Kosmetik-Produktionsfirma auf der Wiener Straße konnte unter Leitung von Gertrud Seltmann-Meentzen systematisch aufgebaut und zu einem erfolgreichen Unternehmen geführt werden, das auch über wissenschaftliche Versuchseinrichtungen verfügte. Innerhalb von wenigen Jahren war die Firma mit ihrem Naturkonzept bereits zum Marktführer in der Kosmetikbranche aufgestiegen. Als Privatfirma war sie der staatlichen Kontrolle des 1952 gegründeten Wirtschaftsrates des Bezirkes Dresden unterstellt, der für die Durchsetzung der staatlichen Aufgaben und Kontrolle der Industriebetriebe zuständig war.

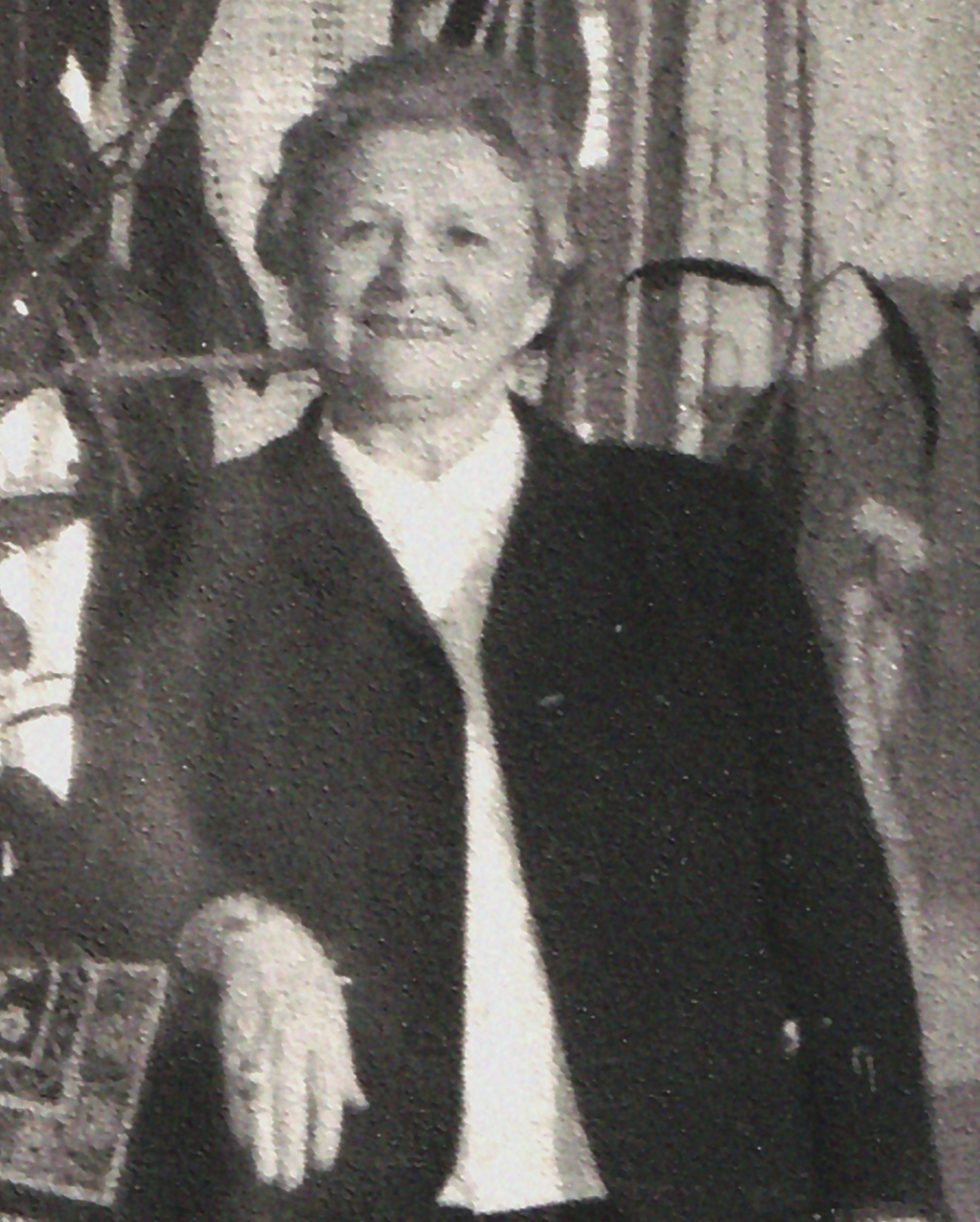
Gertrude Seltmann-Meentzen, um 1965

Erfolgreiche Betriebe waren in der DDR von volkswirtschaftlichem Interesse, und in den 1950er Jahren war staatlicherseits bereits mehrmalig versucht worden, einen Zugriff auf den Betrieb zu erlangen. Bereits 1956 hatte der Staat rechtliche Grundlagen mit einem Ministerratsbeschluss geschaffen, womit die Staatliche Deutsche Investitionsbank (DIB) ermächtigt wurde, als Kommanditist in privatrechtliche Kommanditgesellschaften einzutreten, mit dem Ziel, Einfluss zu gewinnen und die Verstaatlichung der Privatbetriebe in Etappen herbeizuführen. Im Jahr 1968 wurde das private Unternehmen mit der Marke „Charlotte Meentzen“ in einen „Betrieb mit staatlicher Beteiligung“ gewandelt, der „VEB Elbechemie Dresden“ wurde durch die DIB mit 16,75 % an dem Unternehmen beteiligt.
Die bewährte Markenbezeichnung „Charlotte Meentzen“ wurde ab 1972 verboten und systematisch in das DDR-Label Florena-Kräutervital gewandelt. Der ab 1972 volkseigene Betrieb wurde in VEB Kräutervital-Kosmetik Dresden umbenannt. Dieser wurde dem VEB Elbe Chemie Dresden zugeordnet, der 1980 in das neu gegründete Kosmetik-Kombinat Berlin eingegliedert wurde. Darin erhielt das Dresdner Werk den neuen Namen Betriebsteil Kräutervital-Kosmetik Dresden, VEB. Der Name Charlotte Meentzen mit dem zugehörigen Label wurde de facto vom DDR-Markt genommen.

### Nachwende-Zeit

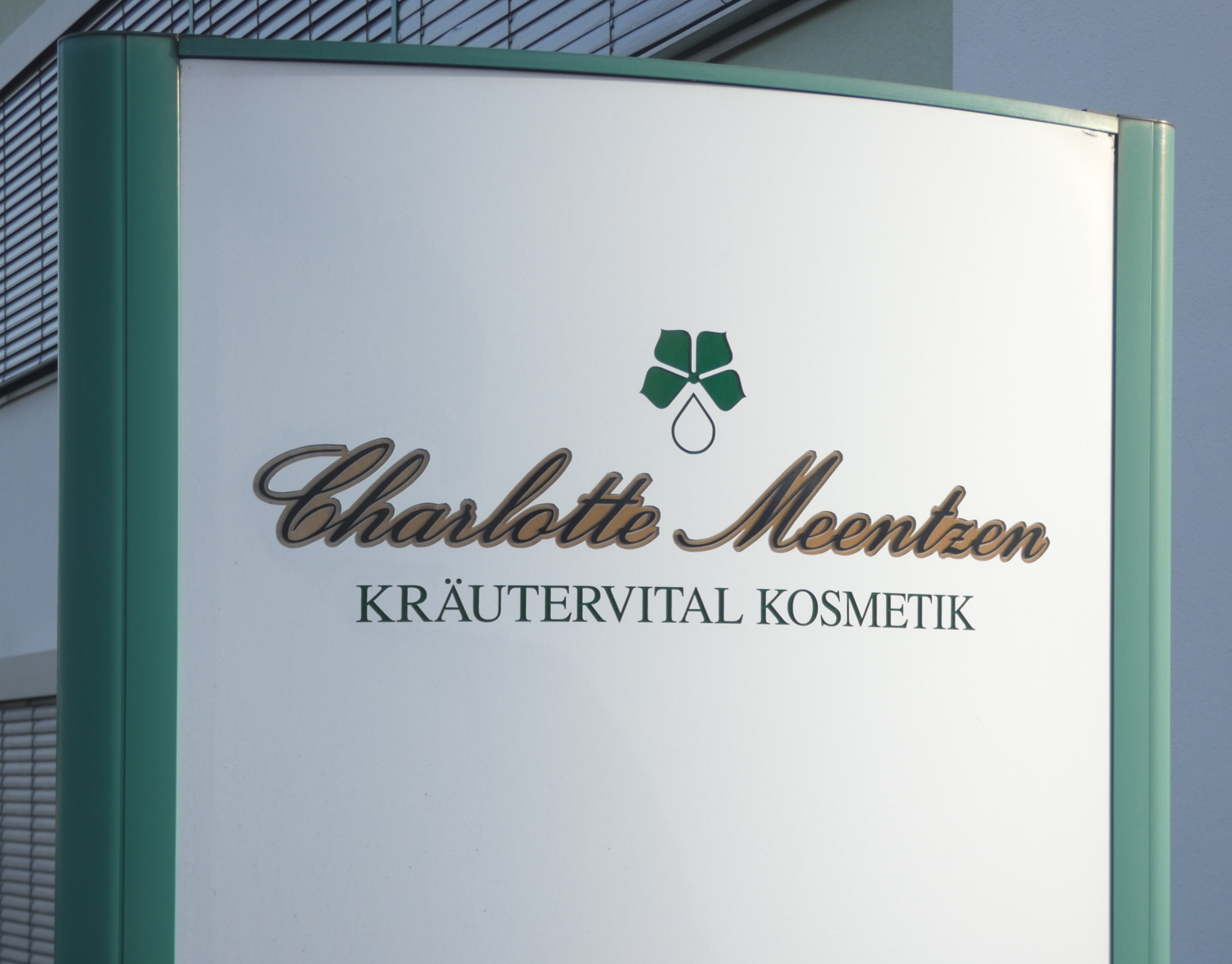
Charlotte Meentzen-Label am Firmen-Portal des Radeberger Unternehmens

Nach der politischen Wende wurde das Unternehmen 1991 reprivatisiert. Die Söhne der beiden Meentzen-Schwestern, Geert-Dietrich Meentzen und Sigismund Seltmann, sowie drei Enkeln von Gertrude Seltmann-Meentzen bauten die Firma in Dresden als GmbH neu auf und führten sofort das bekannte Firmen-Label als Markenzeichen wieder ein. Seit 2002 hat das Unternehmen seinen Sitz in Radeberg.

## Ehrungen

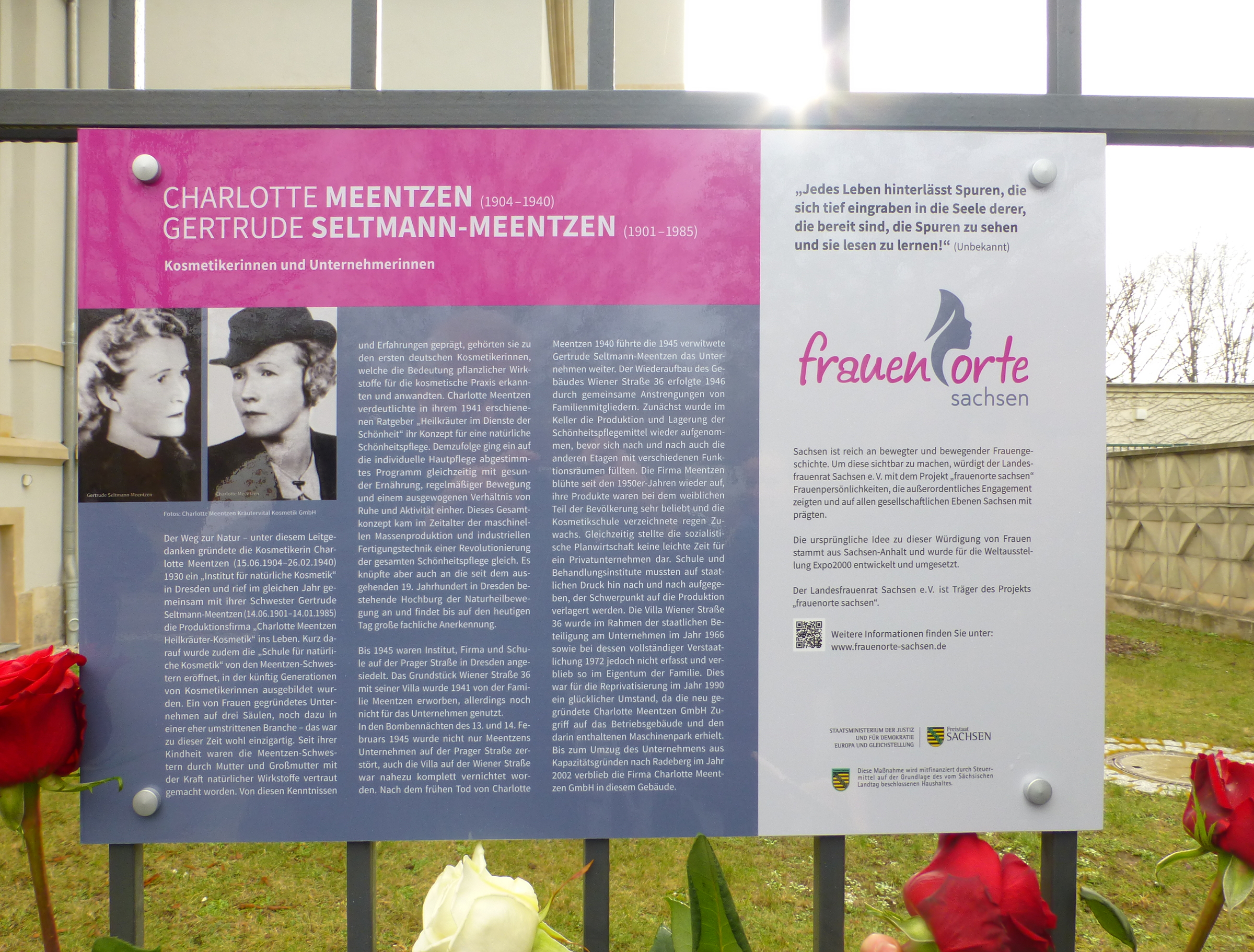
Ehrentafel für Gertrude Seltmann-Meentzen und Charlotte Meentzen, Villa Wiener Straße 36 Dresden

Das Unternehmen erhielt bei der Preisverleihung am 21. Juni 2018 im Deutschen Historischen Museum in Berlin den Award in der Kategorie „Industry Excellence in Branding/Beauty & Care“ für ihre hervorragende Markenführung und den erfolgreichen Verpackungsrelaunch.
Am 26. Februar 2020, dem 80. Todestag von Charlotte Meentzen, ist an der ehemaligen Meentzen-Villa Wiener Straße 36 in Dresden, im Rahmen einer feierlichen Gedenkveranstaltung für die Schwestern und Unternehmerinnen Gertrude Seltmann-Meentzen und Charlotte Meentzen eine Gedenktafel eingeweiht worden. Mitglieder der Familien Meentzen und Seltmann sowie Vertreter der Charlotte Meentzen KRÄUTERVITAL KOSMETIK Radeberg GmbH haben daran teilgenommen. Initiiert wurde diese Gedenktafel vom Landesfrauenrat Sachsen e. V. im Rahmen des Projektes Frauenorte Sachsen.